# Cour administrative d'appel de Marseille

Carte des ressorts des cours administratives d'appel, celui de Marseille est en rouge.

La cour administrative d'appel de Marseille est la juridiction d'appel des décisions rendues par les tribunaux administratifs de Bastia, Marseille, Montpellier, Nîmes, Nice et Toulon. Elle a été créée le 1er septembre 1997, conformément aux dispositions de la loi du 6 janvier 1995. 
La cour est composée d'une cinquantaine de magistrats, siégeant au sein de neuf chambres, ainsi que d'un conseiller d'État, présidente (Laurence Helmlinger).
La mise en place de la cour administrative d'appel de Toulouse en 2021 devrait contribuer à désengorger celle de Marseille en lui retirant les dossiers jugés dans le ressort du tribunal administratif de Montpellier, et celui de Nîmes.

## Arrêts principaux
- Arrêt du 28 novembre 2002 n°97-5542

### Cours d'appel judiciaires dans la même région
- Cour d'appel d'Aix-en-Provence
- Cour d'appel de Nîmes